# Ellen Burstyn
Ellen Burstyn (tên khai sinh: Edna Rae Gillooly; sinh ngày 7 tháng 12 năm 1932) là nữ diễn viên người Mỹ nổi tiếng với phim điện ảnh trong thập niên 1970 như The Last Picture Show, The Exorcist hay Alice Does not Live Here Anymore - phim mang về cho bà một giải Oscar.

## Thời thơ ấu
Burstyn, tên khai sinh là Edna Rae Gillooly, sinh ra ở thành phố Detroit, Michigan, Mỹ. Bà là con gái của bà Correine Marie (nhũ danh: Hamel) và ông John Austin Gillooly. Bà cho biết gia đình mình là người gốc "Ireland, Pháp, Hà Lan và một chút Canada". Burstyn có một anh trai tên Jack và một em trai tên Steve. Cha mẹ bà ly dị từ khi bà còn nhỏ, anh em bà sống với mẹ và cha dượng.